# Aneela
 (août 2022).
Si vous disposez d'ouvrages ou d'articles de référence ou si vous connaissez des sites web de qualité traitant du thème abordé ici, merci de compléter l'article en donnant les références utiles à sa vérifiabilité et en les liant à la section « Notes et références ».
Anila Mirza, dite Aneela, née le 8 octobre 1974, est une chanteuse pop danoise.
Elle est née à Hillerød, au Danemark dans une famille indienne. Sa mère est du Pakistan, et son père vient d'Inde. Elle a fait partie du groupe pop danois Toy-Box, qui a eu un peu de succès dans les charts scandinaves avec Bubblegum une chanson pop de leur album Fantastic.
Anila a changé son nom en Aneela et a commencé une carrière solo, avec la sortie de son premier single Jande (chanté en Punjabi) en 2005. Anila a aussi collaboré avec Arash dans les hits Chori Chori et Bombay Dreams (chanté eux aussi en Punjabi). Elle a aussi participé à un broadway indien Bombay Dreams.